# Chó săn chỉ điểm lông dài Đức
Chó săn chỉ điểm lông dài Đức (tiếng Anh:German Longhaired Pointer, viết tắt là GLP) là một giống chó. GLP phát triển ở Đức, nó được sử dụng như một chó săn đa năng. Giống chó này có liên quan chặt chẽ với người anh em họ của nó, Chó săn chỉ điểm lông ngắn Đức (German Shorthaired Pointer - GSP), Chó săn chỉ điểm lông gợn sóng Đức (German Wirehaired Pointer - GWP) và Chó Münsterländer Lớn, trước đây là một phần của giống chó này.
Loài này bây giờ là một giống chó đa năng kết hợp: Chó săn chỉ điểm, Chó săn (bao gồm cả chó săn lội nước), chó săn lông xù và chó truy mồi.

## Tính cách
Chó săn chỉ điểm lông dài Đức là một giống chó tốt, hiền lành, thân thiện và thông minh. Chúng cũng rất trìu mến và có thể xảy đến tâm trạng lo lắng khi bị tách biệt. Chúng chỉ đóng vai trò vật nuôi tốt khi có những bài tập huấn luyện riêng, vì chúng cần một "công việc" để làm và không thích nghi tốt với một cuộc sống ít vận động. GLP là một vật nuôi gia đình tuyệt vời, vì nó thích chơi với trẻ em. Nó rất hòa đồng với các con chó khác.

## Sức khỏe
Bởi vì chúng khá hiếm ở hầu hết các nơi trên thế giới, Chó săn chỉ điểm lông dài Đức không có lợi cho các nhà lai tạo vô trách nhiệm và các nhà lai tạo tay ngang, do đó không có bất kỳ rối loạn di truyền nào phổ biến trong giống chó này. Tai của chúng dễ bị nhiễm trùng, một vấn đề dễ dàng tránh được bằng cách làm sạch tai chó một cách thường xuyên, cũng như sau khi cho chó bơi.